# Ruschia muricata
Ruschia muricata är en isörtsväxtart som beskrevs av L. Bol. Ruschia muricata ingår i släktet Ruschia och familjen isörtsväxter. Inga underarter finns listade i Catalogue of Life.